# Futures
| Совокупная оценка    | Совокупная оценка |
| Источник             | Оценка            |
| -------------------- | ----------------- |
| Metacritic           | 73/100            |
| Оценки критиков      |                   |
| Источник             | Оценка            |
| AbsolutePunk         | 94%               |
| AllMusic             | [ 9 ]             |
| Alternative Press    | [ 7 ]             |
| Blender              | [ 7 ]             |
| Drowned in Sound     | 8/10              |
| Entertainment Weekly | B−                |
| The Guardian         | [ 4 ]             |
| Punknews             | [ 12 ]            |
| Rolling Stone        | [ 13 ]            |
| Sputnikmusic         | 5/5               |

Futures — пятый студийный альбом американской альтернатив рок-группы Jimmy Eat World, вышедший 19 октября 2004 года на Interscope Records. Синглы «Pain», «Work» и «Futures» возглавили альбом и с их помощью Futures получил золотой статус.

## Об альбоме
Группа первоначально начала запись с Марком Тромбино, продюсером трёх предыдущих альбомов «Static Prevails» (1996), «Clarity» (1999) и «Bleed American» (2001). Но разногласия привели к тому, что Тромбино ушёл из проекта. Позже, в 2010 году вокалист и гитарист Джим Эдкинс прокомментировал уход Марка в котором говорилось:
Это старое дерьмо. Время идёт. Когда мы начинали запись «Futures», вместе с Марком (Тромбино), мы были далеко не готовы, чтобы начать работать. Это был неудачный результат: очень много плохих решений и всё очень плохо кончилось. Неважно. Я не хотел работать с людьми, которые не очень увлечены своими идеями и вкладами... Каждый пытается сделать песню лучше, но по-своему. В борьбе всё может получиться действительно возбужденным, но в конце концов все они поймут, что они на одной стороне.

## Список композиций
Слова и музыка всех песен — Jimmy Eat World.
| №                   | Название             | Длительность |
| ------------------- | -------------------- | ------------ |
| 1.                  | «Futures»            | 3:58         |
| 2.                  | «Just Tonight...»    | 3:26         |
| 3.                  | «Work»               | 3:23         |
| 4.                  | «Kill»               | 3:48         |
| 5.                  | «The World You Love» | 5:01         |
| 6.                  | «Pain»               | 3:01         |
| 7.                  | «Drugs or Me»        | 6:25         |
| 8.                  | «Polaris»            | 4:51         |
| 9.                  | «Nothingwrong»       | 3:09         |
| 10.                 | «Night Drive»        | 5:03         |
| 11.                 | «23»                 | 7:23         |
| Общая длительность: | Общая длительность:  | 49:33        |

### Делюкс издание
Компакт-диск был выпущен одновременно в качестве обычной и делюкс версии, в последней, содержится один бонус-диск с точно таким же трек-листом, но с демоверсиями песен, которые были записаны в домашней студии Jimmy Eat World.

## Использование в другихСМИ
- Сингл «Pain» был саундтреком у видеоигр Tony Hawk’s Underground 2, Midnight Club 3: DUB Edition и Rock Band. Также, она игралась в одном эпизоде сериала Тайны Смолвиля
- «Just Tonight…» был саундтреком к видеоигре Burnout 3: Takedown
- «Nothing Wrong» был саундтреком к видеоигре Gran Turismo 4 и сыграл в фильме Wow! Wow! Wubbzy!: The Movie.
- «23», «Kill», «Work», and «Polaris» были сыграны в телесериале Холм одного дерева
- «Futures» был распространен в качестве скачиваемого контента для видеоигры Rock Band.

## Места в чарте
| Чарт                            | Позиция |
| ------------------------------- | ------- |
| Австралия (ARIA)                | 27      |
| Канада (Canadian Albums Chart)  | 7       |
| Германия (Offizielle Top 100)   | 33      |
| Швейцария (Schweizer Hitparade) | 65      |
| США (Billboard 200)             | 6       |

## Участники записи
Jimmy Eat World
- Джим Эдкинс — Вокал, гитара,
- Том Линтон — Вокал, гитара
- Зак Линд — Ударная установка
- Рик Берч — Бас-гитара, бэк-вокал

Дополнительный персонал
- Гил Нортон — Музыкальный продюсер
- Дэвид Шиффман — Звукорежиссёр
- Рик Костей — Звукорежиссёр, микширование
- Джек Дэвис — Звукорежиссёр
- Клавдий Миттендорфер — Микширование
- Дэн Леффлера — Звукорежиссёр
- Росс Петерсон — Звукорежиссёр
- Тед Йенсен — Мастеринг
- Кристофер Рей-Макканн — Создатель обложки альбома
- Кевин Сканлон — Фотограф
- Бен Олгуд — Арт-директор
- Лиз Фэир — бэк-вокал на «Work»